# Ken Blum
Kenneth Blum (Hackensack, New Jersey, 1971. június 8. –) amerikai jégkorongozó.

## Pályafutása
Komolyabb karrierjét a Lake Superior State University csapatában kezdte 1989-ben és csak ezt az egy szezont játszotta itt, mert a következő szezonban átkerült az OHL-es Ottawa 67's-be, majd továbbment a Hamilton Dukesba. Az 1989-es NHL-drafton a Minnesota North Stars választotta ki a kilencedik kör 175. helyén. Az 1991–1992-es szezont a Guelph Stormban és a Niagara Falls Thunderben töltötte. Felnőtt karrierjét ennek a szezonnak a végén az ECHL-es Winston-Salem Thunderbirdsben kezdte meg, majd átigazolt a szintén ECHL-es Toledo Stormba és innen is továbbállva a Roanoke Valley Rebelsben fejezte be az 1991–1992-es idényt. A következő szezont a Roanoke Valley Rampageban játszotta le. 1993–1994-ben a Richmond Renegadesben játszott. A következő bajnoki szezonban a CoHL-es Flint Generalsben szerepelt. 1995–1996-ban a Detroit Falconsban és az AHL-es Carolina Monarchs játszott. Még ebben és a következő bajnoki szezonban rollerhokizott is a San Jose Rhinosban. 1996–1997-ben a CoHL-es Saginaw Lumber Kingsban és a rollerhokis Oklahoma Coyotesban, a San Jose Rhinosban, a Buffalo Wingsben és a Ottawa Wheelsben található meg. 1997–1998-ban Saginaw Lumber Kingsben (amely akkor már UHL-es) és a Madison Monstersben játszott valamint rollerhokizott a Buffalo Wingsben. A következő szezonban is szerepelt a Buffalo Wingsben és játszott még a Tupelo T-Rexben és a Mohawk Valley Prowlersben majd visszavonult. Négy év szünet után visszatért a NEHL-es Oneida County/Mohawk Valley Cometsbe. Majd újabb két év szünet után egyetlenegy mérkőzés erejéig játszott az UHL-es Flint Generalsban. 2011-ben egy mérkőzésen jétszott az FHL-es Rome Frenzy nevű csapatban és 2 gólt ütött.